# Памятник Франце Прешерну (Любляна)
Памятник Франце Прешерну (словен. Prešernov spomenik) — монумент, установленный в столице Словении Любляне в честь Франце Прешерна, выдающегося словенского поэта, видного представителя романтизма, основателя новейшей словенской литературы, автора слов гимна Словении.
Находится на площади имени поэта напротив здания Центральной аптеки в Любляне.

## История
Идея установить памятник Франце Прешерну приобрела популярность в конце XIX века. В 1899 году мэр Любляны Иван Хрибар объявил конкурс на лучший проект памятника, и 18 октября 1900 года был назван победитель — скульптор Иван Заец. Один из самых известных словенских исторических памятников был открыт 10 сентября 1905 года при большом стечении народа. Авторы — Иван Заец (фигура Прешерна) и архитектор Макс Фабиани (пьедестал).
Во время Второй мировой войны памятник был символическим местом сбора протестующих, а позже стал популярным местом, где студенты собираются для съёмки памятных фотографий. Ежегодно по случаю годовщины Прешерна деятели культуры читают под памятником его стихи.

## Описание
Бронзовая статуя Прешерна, установленная на монументальном трёхступенчатом пьедестале из тирольского гранита и камня, имеет высоту 3,5 м, общая высота памятника — 9,6 метра. Статуя изображает поэта, держащего книгу, символизирующую его стихи, над Прешерном скульптура музы с веткой лавра на скале.
В нижней части постамента расположены два бронзовых рельефа, изображающие сцены из поэм Прешерна, в верхней каменная плита с надписью Prešeren. Его муза (в полуобнажённом виде) во время подготовки создания памятника вызвала протест со стороны люблянского епископа Антона Бонавентуры Еглича и скандал в прессе. Несмотря на это, памятник остался стоять на своём месте. На стене здания, стоящего напротив памятника, высечен барельефный портрет возлюбленной поэта Юлии Примиц.

## Галерея

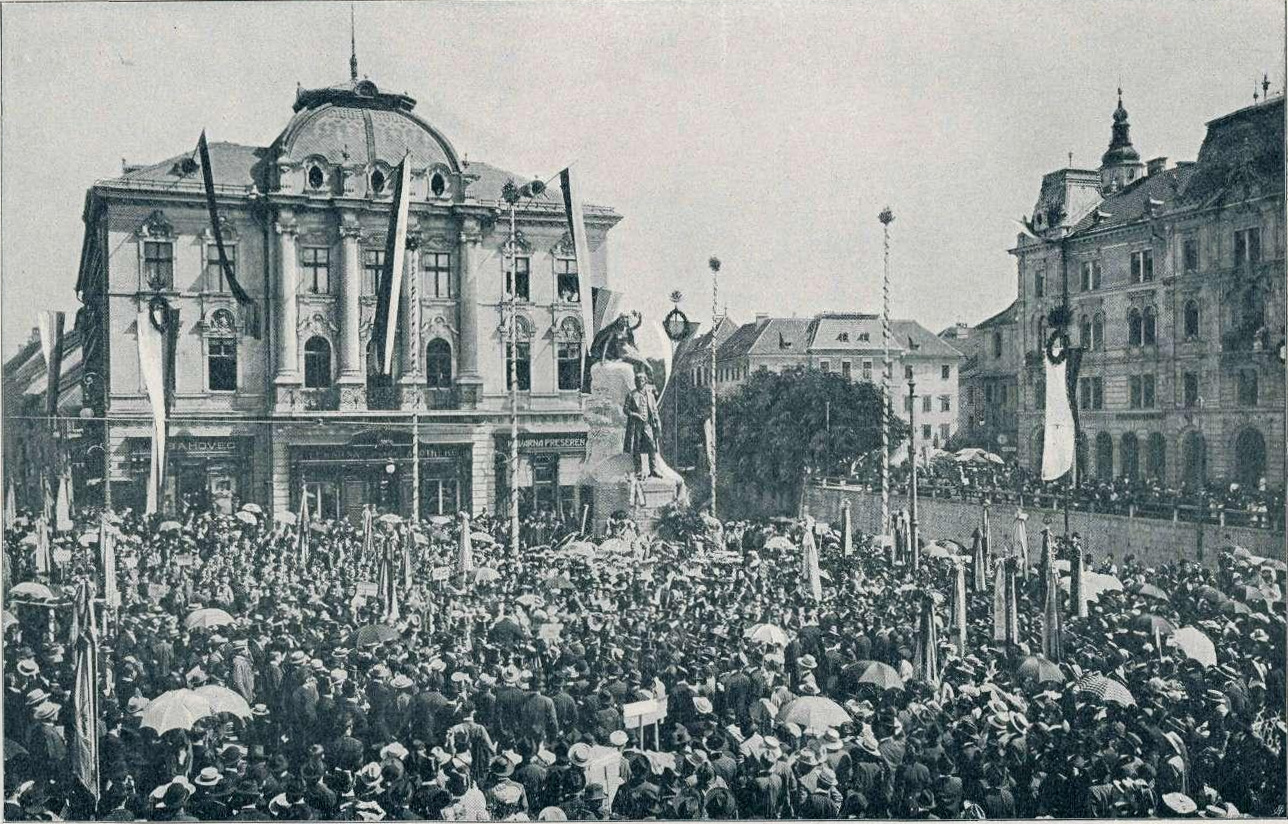
Открытие памятника Франце Прешерну (10 сентября 1905)
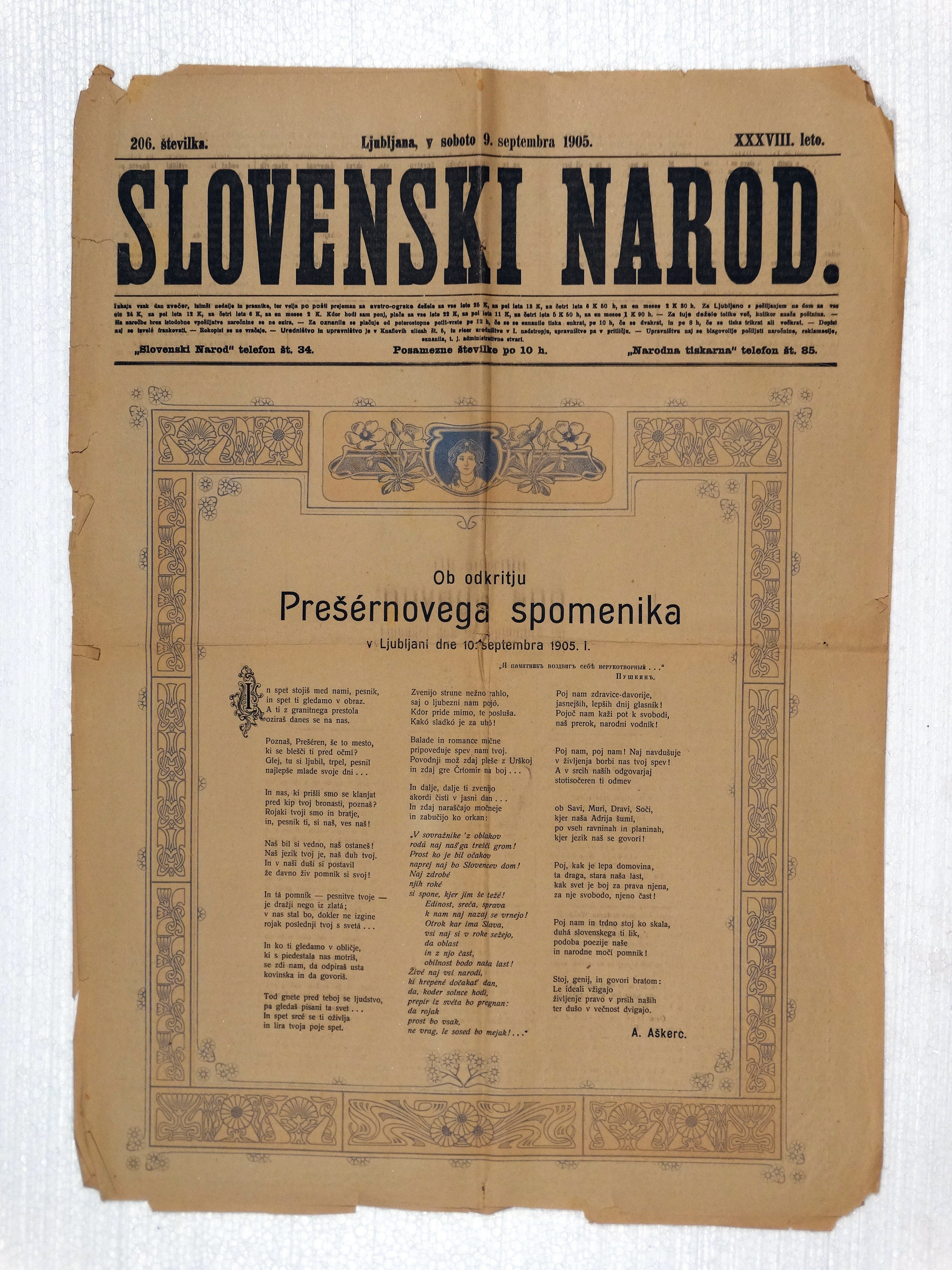
Передовица газеты Slovenski narod, посвящённая открытию памятника Прешерну (9 сентября 1905). Автор стихотворения — Антон Ашкерц
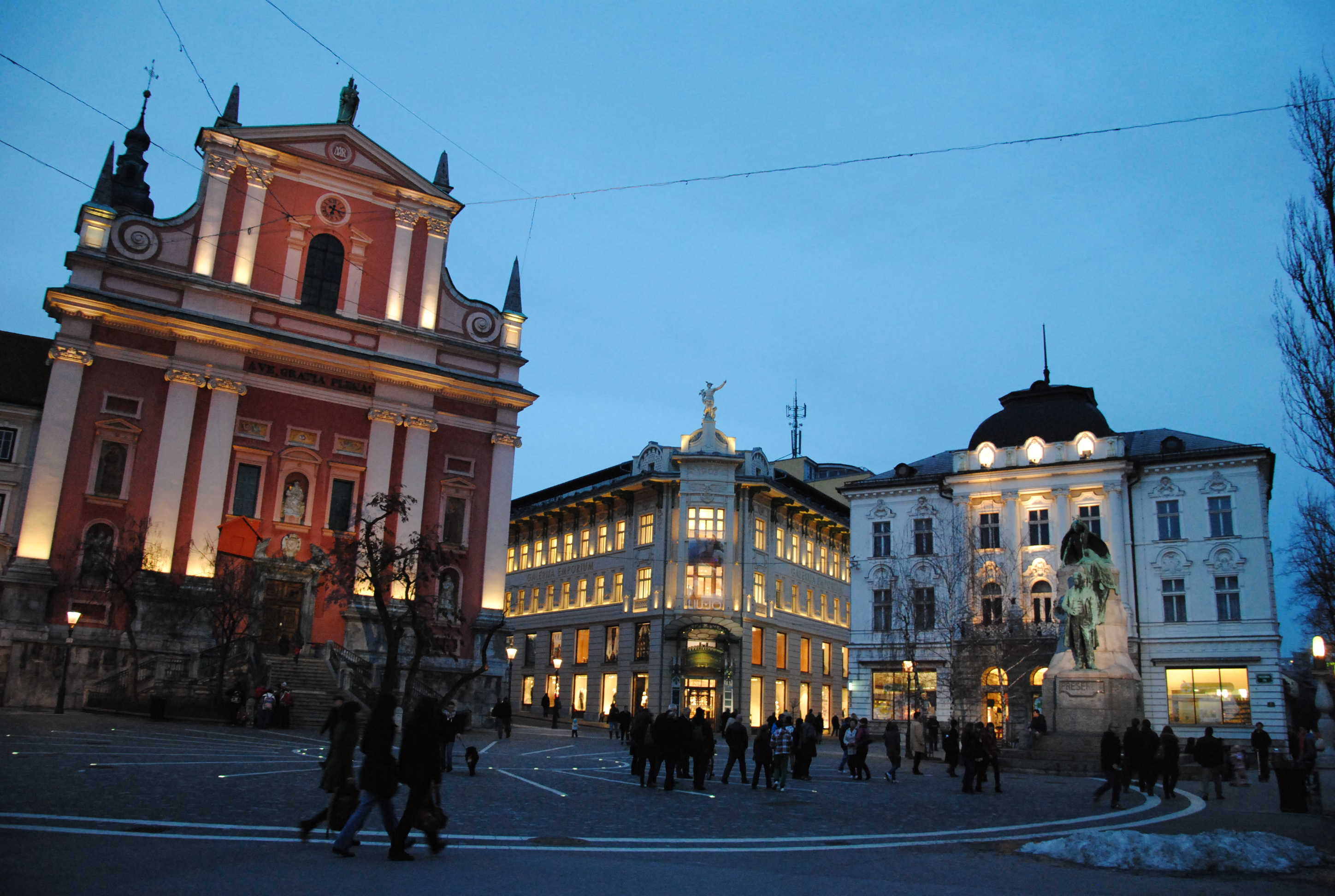
Площадь Прешерна вечером (март 2013)